# Caligus equulae
Caligus equulae is een eenoogkreeftjessoort uit de familie van de Caligidae. De wetenschappelijke naam van de soort is voor het eerst geldig gepubliceerd in 2003 door Ho & Lin.